# Список награждённых орденом Ленина в 1931 году
Список из 278 награждённых Орденом Ленина в 1931 году.
Постановлениями Президиума ЦИК СССР от:

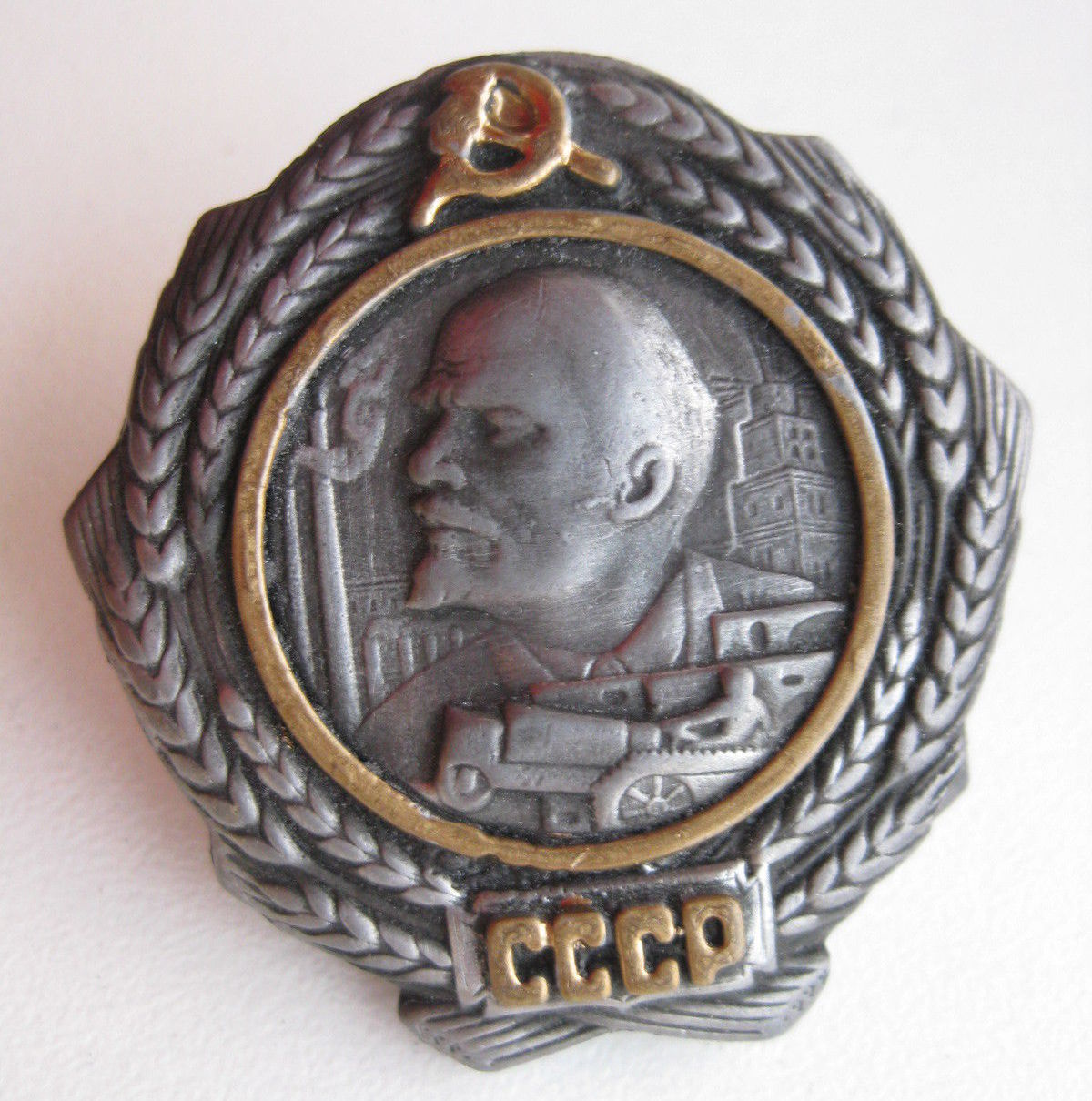
Орден Ленина первого типа (1930—1932)

## Февраль

### 8 февраля
О награждении инженеров Карташёва и Либкардта и рабочих Косаурова и Филимонова
- «За проявленную инициативу и самоотверженную работу на угольном фронте в Донбассе» награждены:

1. Карташёв, Константин Кириллович — инженер шахты № 22 «Калубовка» и
2. Косоуров Н. Д.— заведующий шахтой «Волково» (оба осуществили «метод непрерывной работы врубовых машин, коренным образом перестроили работу шахты № 22, в результате чего добились увеличения производительности машины больше чем в два раза»).
3. Филимонов Семён А. — забойщик шахты № 29 Макеевского шахтоуправления («организовал использование врубовой машины и на обратном ходу, чем добился увеличения числа циклов в месяц вдвое (с 10—12 до 24—25) и соответствующего увеличения производительности машины»).
4. Либк(х)ард, Иоганн Георг — немецкий инженер («разработал и применил на шахте № 12 Брянского шахтоуправления новой способ передвижки конвейерной установки без предварительной разборки, что сократило время переноски и укрепления с 6—8 часов до 10 минут»).

### 28 февраля
- О награждении тт. Сидорова С. С., Грачкова И. В., Высоколова А. С. и Паджаева-Баранова И. К.[4]

- «За особые заслуги в социалистическом строительстве» награждены:

1. Сидоров С. В. — рабочий, ударник-выдвиженец, начальник главных электротехнических мастерских Московско-Курской железной дороги, «внёсший своими выдающимися изобретениями ряд технических улучшений в дело транспорта».
2. Грачков И. В. — мастер-выдвиженец механической мастерской «Электрозавода» (Москва), ударник-организатор механической мастерской, и изобретатель, внёсший ряд технических улучшений в промышленное производство.
3. Высоколов А. С. — слесарь фабрики «Искусственное волокно» (Мытищи), выдвиженец, помощник директора фабрики, ударник и изобретатель, «своими ценными изобретениями внёсший технические улучшения в промышленное производство».
4. Паджаев-Баранов И. К. — директор завода «Самоточка», под руководством которого завод достиг «выдающихся количественных и качественных показателей», и изобретатель, «способствовавший своими изобретениями подъёму полиграфической отрасли хозяйства».

## Март

### 31 марта
- О награждении объединений нефтяной промышленности «Азнефть» и «Грознефть» и отдельных работников нефтяной промышленности в связи с выполнением ими плана пятилетки в 2½ года[6]

- «В ознаменование исключительной и самоотверженной работы рабочих, инженерно-технических и административно-хозяйственных работников» награждены:

- Азербайджанская нефтяная промышленность — «Азнефть» со всеми её предприятиями
- Грозненская нефтяная промышленность — «Грознефть» со всеми её предприятиями

- «За особо исключительную работу, проявленную в борьбе за выполнение пятилетнего плана в нефтяной промышленности в 2½ года» награждены её работники «из числа ударников, рабочих, инженерно-технического и административного персонала»:

- по «Азнефти»:

1. Али Наги Мамед Рза — очиститель
2. Лампер В. И.

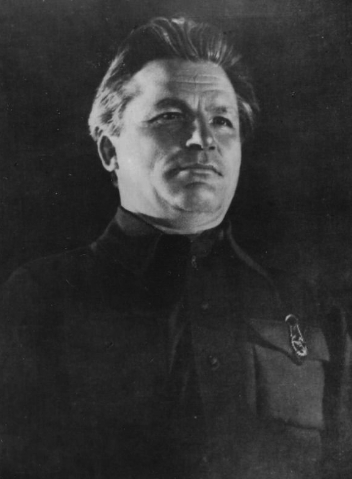
С. М. Киров (орден № 52)

3. Саркисов, Амбарцум Бахшиевич — вахтенный техник
4. Баринов М. В.
5. Киров С. М.
6. Серебровский А. П.
7. Румянцев К. А. — управляющий объединения «Уголь»
8. Агавердиев Г. Б. — зам. управляющего трестом «Азнефть»
9. т. Мосягин
10. Нуриев, Пери
11. Миронов Е. В. — цеховой мастер
12. Новрузов, Гаджи Кули — слесарь
13. Мирза Гусейн Али Гама — слесарь по глубинным насосам
14. т. Курадбейли
15. Гулиев, Магерам Р. — управляющий 1-го промысла
16. Кузмицкий И. К. — помощник управляющего по технической части 2-го промысла Сураханского района
17. Карташев А. А.
18. Дуров И. С. — управляющий бухтой «Азнефти»
19. Крылов А. И. — директор промыслового управления
20. Додонкин И. П. — управляющий Биби-Эйбатской конторой по бурению
21. Лаврентьев Я. В.
22. Нестеров А. Ф.
23. Канаев П. Д. — директор треста «Углеразведка»
24. Шалаумов М. А. — управляющий нефтеперегонным заводом
25. Опарин И. Н.
26. Абдула Али-Рза — сгонщик
27. т. Ахматов
28. Лордкипанидзе А. Д. — буровой мастер
29. Мамед Хейрула — бурильщик
30. т. Рамазанов
31. Тер-Давыдов, Аветис
32. Шепилов И. И.
33. Меликян В. М.
34. Замет В. Ф.
35. т. Ажиреев
36. Сапунов И. М. — слесарь
37. Седов Н. Г.
38. Михалев, Тихон А. — техник-механик
39. Клявин Ян Я. — инженер по эксплуатации
40. Кочемазов И. В. — машинист
41. Самойлов Е. А. — управляющий разведочным бурением
42. Алиев, Ашраф — главный инженер по бурению
43. Ованесов А. П. — инженер
44. т. Исаев
45. Терюкалов В. И. — желонщик
46. Будагянц, Амбарцум С. — слесарь
47. Губкин И. М.
48. Капелюшников М. А. — инженер
49. Али Мурадбейли Д. Д.
50. Поляков В. В. — горный инженер
51. Никитин М. В.
52. Потоцкий П. Н.
53. Умблия Э. Э.
54. Кремс А. Я.
55. Парыгин П. Е. — управляющий электромеханической конторой Ленинского района

- по «Грознефти»:

1. Косиор И. В.
2. Ганшин С. М.
3. Чамров Ф. П.
4. Школьник О. М.
5. Любимов И. П.
6. Савельев В. К.
7. Авчинников А. И.
8. Ежаев, Хазу — электромонтёр
9. Ситников И. 3. — ключник
10. Комиссаров X. Г. — кочегар
11. Николаев П. К. — буровой мастер
12. Семёнов К. Е. — слесарь
13. Башаев И. Б. — бурильщик
14. Сергеев А. В. — директор завода
15. Гортиков, Магомет — масленщик 4-го завода
16. Чернокозов X. П. — председатель грозненского горсовета
17. Пайгачев А. И.
18. Ефуни Н. Д.
19. Баранов А. М. — управляющий треста «Нефтезаводы»
20. Румянцев А. С.
21. Богданович М. П.
22. Нюренберг Н. И.
23. Филатов И. К. — директор энергетического управления
24. Секач К. Ф.
25. т. Петрунин
26. т. Трусова
27. Рогачев Г. П.
28. Кеппе Я. О. — зам. управляющего треста «Грознефть»
29. Зацепин А. А. — зведующий отделом бурения
30. Вожжов П. А.
31. Сергеенко Я. Я.
32. Сопов С. Ф.
33. Анисимов Н. В. — директор контора разведок
34. Рябовол К. С.
35. Хорошилов П. А.

## Апрель

### 9 апреля
- О награждении «Электрозавода» и работников этого завода в связи с выполнением заводом плана пятилетки в 2½ года[16]

- «За выполнение пятилетнего плана в два с половиной года года» награждён:

- «Электрозавод»

- «За особо выдающиеся заслуги отдельных работников „Электрозавода“, содействовавших выполнению пятилетнего производственного плана в 2½ года», награждены рабочие и лица административно-технического персонала:

1. Жуков И. П. — председатель ВЭО

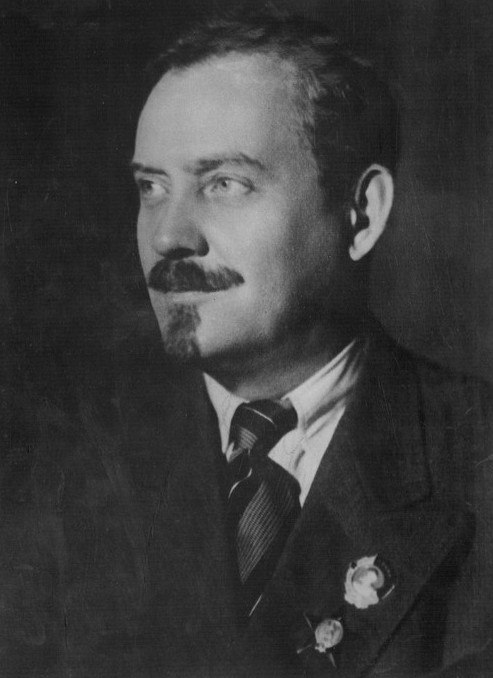
Н. А. Булганин (орден № 38)

2. Булганин Н. А. — бывший директор завода
3. т. Жуков — директор завода
4. т. Соболев — инженер прожекторного отдела завода
5. Рябов Ф. Ф. — инженер прожекторного отдела завода
6. Васильев С. В. — заведующий производством лампового отдела завода
7. Утцаль В. П. — мастер корпуса больших трансформаторов
8. Юганов Н. А. — заведующий трансформаторным отделом
9. Добровольский В. Я. — мастер механического отдела
10. Журавлёв С. М. — рабочий инструментального отдела
11. Шумской Н. С — рабочий механического отдела
12. Пролетарская М. М. — работница вольфрамового отдела
13. Никанорова М. Н. — работница лампового отдела
14. Горелов М. Я. — рабочий сборочного цеха прожекторного отдела
15. Матюнин Ф. Г. — рабочий штамповочного цеха трансформаторного отдела

- О награждении рабочих и лиц административно-технического персонала в связи с успешной ликвидацией пожара на Майкопских нефтяных промыслах[19]
  - «За самоотверженную, быструю и героическую работу в деле ликвидации пожара на Майкопских нефтяных промыслах» награждены рабочие, красноармейцы, командиры, пожарники и лица административно-технического персонала[17][20]:

1. Мамиконянц Г. М. — особоуполномоченный «Союзнефти»
2. Парницкий А. А. — инженер
3. т. Ертель — заместитель уполномоченного «Союзнефти»
4. т. Акимов — химик «Майнефти»
5. Калугин К. С. — инженер корпуса
6. Копылов В. А. — командир роты
7. Емельянов В. Н. — командир отделения
8. Евсиков Н. И. — красноармеец-подрывник
9. Кипров В. А. — красноармеец-подрывник
10. т. Бургастер — красноармеец-подрывник (на самом деле не существовал, фамилия попала в список по ошибке)
11. Артёмов Н. Г. — красноармеец-подрывник (на самом деле буровой мастер «Майкопнефти»)
12. Голубцов Н. О. — рабочий «Майкопнефти»
13. т. Банников — пожарник
14. т. Плигин — пожарник
15. т. Савицкий — моторист

### 16 апреля
- О награждении завода «Красная заря» и отдельных работников этого завода в связи с выполнением заводом пятилетки в 2½ года[23]

- «За выполнение плана пятилетки в 2½ года» награждён:

- завод «Красная Заря» (Ленинград):

- «За особо выдающиеся заслуги», содействовавшие выполнению пятилетнего плана в 2½ года, награждены:

1. Иванов, Александр Михайлович — директор завода
2. Левиев, Яков Соломонович — главный инженер

- О награждении завода «Светлана» и отдельных работников этого завода в связи с выполнением заводом пятилетки в 2½ года[25]

- «За выполнение плана пятилетки в 2½ года» награждён:

- завод «Светлана» (Ленинград)

- «За особо выдающиеся заслуги, содействовавшие выполнению пятилетнего плана в 2½ года», награждены лица из числа рабочих, инженерно-технического и административного персонала:

1. Колесникова, Надежда — работница
2. Петров, Алексей Васильевич — рабочий
3. Алексеева, Евдокия Семеновна — работница, помощник главного контролёра производства

### 18 апреля
- О награждении т.т. Котлова И. В. и Панина Ф. Н. в связи с успешной ликвидацией пожара на майкопских нефтяных промыслах[26]

- В дополнение к Постановлению от 9 апреля 1931 года:

1. Котлов И. В.
2. Панин Ф. Н. (в документе неверно указана 1-я буква отчества)

## Май

### 17 мая
- О награждении работников железнодорожного транспорта и отдельных ударников и изобретателей других отраслей народного хозяйства[29]

- «За особо выдающиеся заслуги в области улучшения работы железнодорожного транспорта» награждены:

1. Матросов, Иван Константинович — изобретатель, техник НКПС
2. Андриянов, Борис Павлович — изобретатель, инженер НКПС
3. Конько, Георгий Антонович — ударник, машинист депо Ильича Московско-Белорусско-Балтийской железной дороги
4. Мишин, Максим Васильевич — ударник, артельный староста станции Ясиноватая
5. Павлов, Николай Павлович — ударник, инструктор по автотормозам Октябрьской железной дороги
6. Приходько, Митрофан Степанович — ударник, слесарь депо станции Днепропетровск, Екатерининская железная дорога
7. Циунель А. Л. — ударник, токарь депо станции Ясиноватая, Екатерининская железная дорога
8. Василенко, Иван Федорович — ударник, машинист депо станции Зима, Томская железная дорога

- «За особо выдающиеся заслуги в области промышленного изобретательства, внесения рационализаторских предложений, увеличения продукции заводов, организации ударных бригад» награждены:

1. Бакулин, Василий Савельевич — ударник, помощник цехового мастера завода им. лейтенанта Шмидта
2. Осипов, Александр Александрович — бригадир, рабочий завода АМО
3. Бунтилов, Александр — изобретатель-ударник, рабочий фабрики «Гознак»
4. Асташев В. Е. — ударник, бригадир испытательной станции завода № 24
5. Белов, Александр Иванович — ударник, слесарь Первомайского завода Вагонотреста
6. Меркулов, Василий Яковлевич — ударник, формовщик Первомайского завода Вагонотреста
7. Резников Г. С. — ударник, мастер мартеновского цеха Макеевского металлургического завода

- «За проявленное исключительное геройство при тушении пожара мельницы» награждены:

1. Жадаев, Андрей Иванович — главный механик Госмельницы № 1 (Ростов-на-Дону)
2. Пчеликов И. И. — ударник, помощник механика Госмельницы № 1 (Ростов-на-Дону)

- «За особо выдающиеся заслуги в области организации колхозов и проведения политических кампаний на селе» награждён:

- Денисов, Ксенофонт Леонтьевич — колхозник села Заган, Мухоршибирского района, Бурят-Монгольской АССР

- О награждении заводов и отдельных их работников в связи с выполнением заводами пятилетки в 2½ года[32]

- «За выполнение пятилетнего производственного плана по всем показателем в 2½ года» награжден:

- Завод имени Карла Маркса (Ленинград):

- «За особо выдающиеся заслуги» при выполнении плана награждены:

1. Крайнев, Игнатий Никитич — директор завода
2. Константинов, Василий Яковлевич — бригадир-ударник

- «За выполнение пятилетнего производственного плана по всем показателем в 2½ года» награжден:

- Завод «Мосэлектрик» (Москва)

- «За особо выдающиеся заслуги при выполнении Оптическим заводом имени ОГПУ (Ленинград) пятилетнего производственного плана в 2½ года» награждены:

1. Болотов, Александр Владимирович — слесарь-механик
2. Емельянов, Пётр Емельянович — слесарь-лекальщик
3. Саркин, Михаил Григорьевич — начальник цеха
4. Трофимов, Александр Тимофеевич — председатель треста ВООМП, бывший директор завода

- «За особо выдающиеся заслуги при выполнении „Каучук №3“ (Москва) пятилетнего производственного плана в 2½ года» награждена:

- Лунина, Ольга Ефимовна — работница

## Июнь

### 7 июня
- О награждении отдельных работников тракторного завода «Красный путиловец»[33]

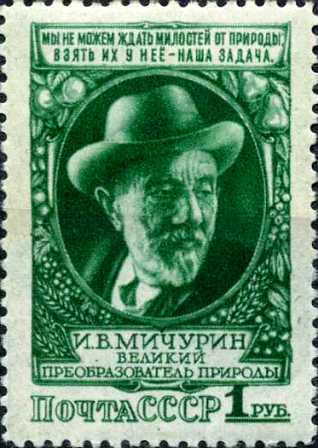
И. В. Мичурин

- «За особо выдающиеся заслуги в области изобретательства и внесение рационализаторских предложений, по организации передовых ударных бригад, содействовавшие увеличению продукции завода» награждены:

1. Шепело А. И. — заведующий тракторо-конструкторской конторой
2. Рогозин, Михаил Дмитриевич — заместитель заведующего тракторо-конструкторской конторой
3. Давыдов М. Я. — мастер
4. Альтман М. Л. — ответственный технический настройщик
5. Диаков В. С. — начальник 5-го участка новой тракторной мастерской
6. Казаневич И. Г. — мастер-литейщик
7. Тер-Асатуров М. Л. — инженер
8. Алексеев И. И. — секретарь партийного комитета

- О награждении тов. Епифанцева К. Ф.[35]

- «За особо выдающиеся заслуги по разработке новых методов прохождения подготовительных работ (штреков), обеспечивающих увеличение угледобычи в шахтах» награждён:

- Епифанцев К. Ф. — техник Шварцевского рудоуправления

- О награждении комсомольской ударной бригады и отдельных работников завода им. Лепсе и отдельных работников завода № 22 в связи с выполнением этими заводами плана пятилетки в 2½ года[36]

- «За особо выдающиеся заслуги» награждены работники завода им. Лепсе:

- 1-я комсомольская ударная бригада работниц обмоточного цеха

1. Проскуровский М. Д. — директор завода
2. Юньков Степан Л. — мастер-выдвиженец
3. Гришкевич С. Я. — бригадир бригады пайки
4. Рузанов Г. Г. — инженер-конструктор
5. Федин Н. А. — рабочий-слесарь

- «За особо выдающиеся заслуги» награждены работники завода № 22:

1. Малахов, Фёдор Сергеевич — директор завода
2. Горбунов, Сергей Петрович — инженер
3. Чурилкин, Иван Михайлович — рабочий-клепальшик
4. Варенов, Иван Васильевич — мастер-выдвиженец
5. Танезер М. М. — рабочий-слесарь
6. Головиков Н. Н. — инженер
7. Занковский Ф. И. — рабочий

- О награждении тов. Александрова Г. В.[37]

- «За особо выдающиеся заслуги в области коневодства» награждён:

- Александров, Григорий Васильевич — начальник управления военно-конных заводов РККА

- О награждении работников сельского хозяйства[38]

- «За особо выдающиеся заслуги в организации и в работе машинно-тракторных станций» награждены работники Трактороцентра:

1. Павловский Б. С. — директор Шевченковской МТС
2. Наремский В. Ф. — старший механик мастерской Шевченковской МТС
3. Москальчук А. И. — механик мехмастерской Шевченковской МТС
4. Коварский М. Е. — инженер-агроном, заведующий АПО
5. Бондаренко Я. Ф. — старший тракторист Гуляй-Польской МТС
6. Линде Д. Д. — рабочий, организатор Егорлыкской МТС
7. Кузуб Г. А. — инспектор Мелитополькой группы МТС
8. Маслов Н. А. — старший агроном Митрофановской МТС
9. Бобро С. С. — старший рулевой Митрофановской МТС
10. Воронова Л. Т. — трактористка Жердевской МТС
11. Тесля А. И. — младший рулевой Россошанской МТС

- «За особо выдающиеся заслуги в строительстве совхозов» награждены следующие работники Зернотреста:

1. Богомолкин Н. Ф. — директор зерносовхоза «Гигант» на Северном Кавказе
2. Литвиненко Н. Д. — технический директор (там же)
3. Гнидин М. Г. — механик (там же)
4. Марголин Л. С. — директор учебно-опытного совхоза № 2 на Северном Кавказе
5. Клочков Ф. Д. — рабочий-слесарь (там же)
6. Макдауэлл, Джордж Горфилд — американский агроном (там же)
7. Косько К. Г. — директор Борисовского совхоза

- «За особо выдающиеся заслуги в создании новых форм растений, имеющих исключительное значение для развития плодово-ягодных культур, и за специальные, имеющие государственное значение работы в этой области» награждён:

- Мичурин, Иван Владимирович

- «За особо выдающиеся заслуги в самоотверженной борьбе с эпизоотиями, содействующей укреплению свиноводческих совхозов, и выдающуюся ударную работу» награждены:

1. Бунтова П. С. — свинарка совхоза «Культура»
2. Бреннер, Юлия Ивановна — работница совхоза «Красные Горки» (обе Ленинградская область)

## Июль

### 7 июля
- О награждении отдельных работников Верхне-Исетского металлургического завода[40]

- «В ознаменование особо выдающихся заслуг в области социалистического строительства, выразившихся в ударной работе по практическому разрешению на Верхне-Исетском заводе задачи производства высококачественного трансформаторного железа, импортировавшегося до последнего времени из-за границы, за ударные темпы этой работы через встречный сменный план, за внесение рационализаторских предложений» награждены работники:

1. Федотов, Павел Алексеевич — электромонтёр электропечи
2. Калугин, Николай Иванович — старший изложник электропечи
3. Тюменцев А. Р. — мастер электропечи

### 8 июля
- О награждении Авиазавода № 39 за исключительные достижения по самолётостроению гражданской авиации

- «Констатируя исключительное увеличение темпов и сокращение сроков опытного строительства самолетов для гражданской авиации и отмечая исключительные реальные достижения — выпуск новых типов самолетов, стоящих на уровне лучших заграничных образцов» награждён:

- Авиазавод № 39

### 13 июля
- О награждении тов. В. К. Блюхера.

- «За многочисленные заслуги перед Родиной, за беззаветную преданность Коммунистической партии, за всю героическую деятельность на благо Советского народа» награждён:

- В. К. Блюхер — командующий Особой Дальневосточной армией

## Август

### 7 августа

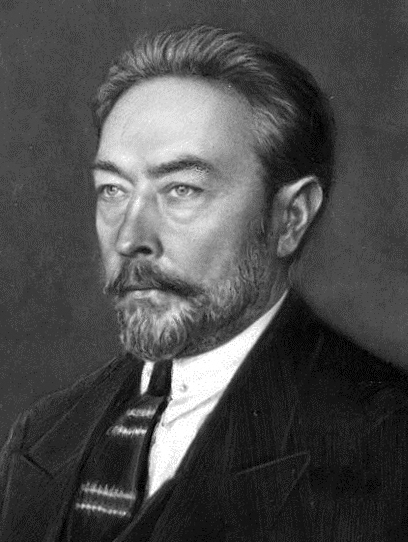
С. В. Лебедев

- О награждении профессора Юшкевича Н. Ф. и инженера Каржавина В. А.[46]

- «За особо выдающиеся заслуги по изобретению нового метода получения газовой серы, имеющего исключительное значение для социалистического строительства Союза ССР» награждены:

1. профессор Н. Ф. Юшкевич, и его ближайший сотрудник:
2. В. А. Каржавин — инженер Института азота

- О награждении профессора Лебедева С. В. и инженера Краузе В. П.[48]

- «За особо выдающиеся заслуги по разрешению проблемы получения синтетического каучука, имеющего исключительное значение для социалистического строительства Союза ССР» награждены:

1. профессор С. В. Лебедев, и его ближайший сотрудник:
2. инженер В. П. Краузе

### 8 августа
- О награждении отдельных работников — строителей Сталинградского тракторного завода[48]

- «За особо выдающиеся заслуги, проявленные в строительстве Сталинградского тракторного завода» награждены:

1. Иванов В. И. — начальник строительства
2. Каган П. С. — главный инженер завода
3. Горский А. К. — инженер
4. Герасимов П. А. — инженер
5. Ватулин М. П. — рабочий-ударник
6. Козлов Н. Т. — рабочий-ударник
7. Титов Т. И. — рабочий-ударник
8. Сучков М. И. — секретарь парткома
9. Бердников М. К. — организатор ударных бригад

## Сентябрь

### 3 сентября
- О награждении отдельных работников, ударников и изобретателей[50]

- «За большие заслуги в области промышленного изобретательства, внесение рационализаторских предложений, организацию ударных бригад, обеспечившие успехи социалистического строительства» награждены:

1. Ленский, Борис Семёнович — старший монтёр завода «Пневматик» (Ленинград)
2. Путин, Михаил Елисеевич — рабочий завода «Красный выборжец» (Ленинград)
3. Ардуванов, Метист — рабочий Березниковского химстроя
4. Громов, Павел Андреевич — рабочий-плотник Березниковского химстроя
5. Вотинов, Николай Александрович — рабочий Березниковского химстроя
6. Ливадных, Василий Иванович — обер-мастер Верхне-Исетского завода
7. Карелин, Семён Калистратович — рабочий Тагильского металлургического завода

- О награждении рабочих и лиц административно-технического персонала завода им. Сталина (Ленинград)[53]

- «За особо выдающиеся заслуги в деле строительства заводом крупных паровых турбин и гидротурбин» награждены:

1. Пенкин, Иван Николаевич — директор завода
2. Семячкин, Павел Петрович — секретарь парткома
3. Андреев, Василий Иванович — инженер
4. Тимофеев, Сергей Николаевич — старший мастер по паротурбинам
5. Старосельцев, Пётр Иванович — бригадир комсомольской бригады
6. Николаев, Василий Николаевич — рабочий
7. Шмарин, Иван Михайлович — мастер насосной мастерской
8. Кравченко, Феликс Григорьевич — инженер
9. Матыцкий, Станислав Казимирович — бригадир гарнитурной мастерской
10. Гринберг, Марк Иосифович — заведующий бюро паровых турбин
11. Фёдоров, Никита Фёдорович — старший мастер котельной мастерской

- О награждении работников кондитерской фабрики «Красный Октябрь» (Москва) в связи с выполнением фабрикой пятилетнего плана в 2½ года[54]

- «За особо выдающиеся заслуги, содействовавшие выполнению фабрикой „Красный Октябрь“ пятилетнего производственного плана в два с половиной года» награждены:

1. Капалин, Григорий Васильевич — бывший директор фабрики
2. Выборнова Анна П. — формовщица
3. Реутов, Сергей Александрович — инженер-химик, заведующий лабораторией

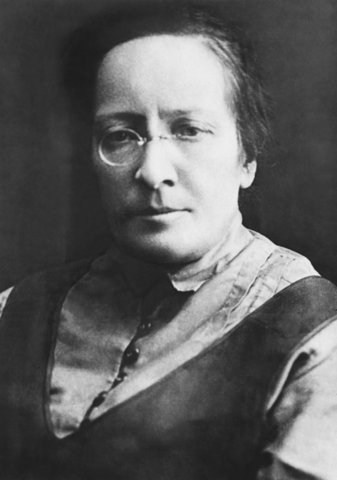
Р. С. Землячка

- О награждении тов. Землячки Р. С.[54]

- «За исключительные заслуги в области улучшения и упрощения государственного аппарата, приспособления его к задачам развёрнутого социалистического наступления, в области борьбы с бюрократизмом, с бесхозяйственностью и безответственностью в советских и хозяйственных организациях» награждена:

- Землячка, Розалия Самойловна — член президиума ЦКК ВКП(б) и член коллегия НКРКИ Союза ССР

- О награждении тов. Смидовича П. Г.[56]

- «За самоотверженную работу в борьбе рабочего класса за социализм, энергичную работу в области электрохозяйства страны, за многолетнюю неутомимую работу по приёму крестьян и рассмотрению их дел, за успешную работу по хозяйственно-культурной организации землеустройства еврейской бедноты» награждён:

- Смидович, Пётр Гермогенович

- О награждении работников кондитерской фабрики имени Карла Маркса (Киев) в связи с выполнением фабрикой пятилетнего плана в 2½ года[56]

- «За особо выдающиеся заслуги в создании из кустарной мастерской с ручным производством крупной механизированной фабрики и исключительную работу» награждены:

1. Аронский Э. Л. — директор фабрики
2. Рязанова О. П. — работница-вальцовщица
3. Веременко, Наталья А. — работница-мармеладчица

- О награждении рабочих и лиц административно-технического персонала Челябинского электротермического комбината («Востокостапь»)[57]

- «За особо выдающиеся заслуги в деле строительства комбината и пуска завода ферросплавов» награждены:

1. Захаров, Николай Фёдорович — директор комбината
2. Семёнов, Сергей Васильевич — главный инженер комбината
3. Сергеев, Александр Павлович — главный металлург комбината
4. Свинолобов, Иван Трофимович — начальник строительных работ 1-го участка комбината
5. Шакурин А. П. — каменщик на каменных барьерах комбината
6. Ермольев А. С. — электрик участка комбината

- О награждении рабочих и лиц рабочих и лиц административно-технического персонала завода комбайностроения «Коммунар» (Запорожье)[59]

- «За особо выдающиеся заслуги в организация строительства заводом комбайнов и налаживания их массового производства» награждены:

1. Резник, Тит Гурьевич — старший мастер комбайнового цеха
2. Паульс, Корней Иванович — инженер-конструктор
3. Ветчинкин, Михаил Львович — директор завода
4. Дик, Пётр Иванович — главный инженер
5. Бродский, Борис Абрамович — помощника директора по производственным совещаниям
6. Каплан, Лев Копилевич — рационализатор
7. Колесник, Алексей Фёдорович — слесарь
8. Обухов, Александр Захарович — конструктор
9. Сушильников, Николай Яковлевич — помощник мастера
10. Варивода, Михаил Михаилович — помощник мастера
11. Гамм, Егор Христианович — заместитель главного инженера

- О награждении тов. Калмыкова Б. Э.[61]

- «За крупные заслуги в утверждении советской власти среди горцев Северного Кавказа и хозяйственном строительстве Кабардино-Балкарской области» награждён:

- Калмыков, Бетал Эдыкович — секретарь областного комитета ВКП(б) Кабардино-Балкарской области

- О награждении тов. А. Д. Калининой[62]

- «За активнейшую работу по просвещению и ликвидации неграмотности и исключительную деятельность по борьбе с детской беспризорностью» награждена:

- Калинина, Ася Давыдовна — начальник Московского областного штаба по ликвидации неграмотности

### 13 сентября
- О награждении тов. С. О. Евстигнеева

- С. О. Евстигнеев — бывший директор завода № 39 имени В. Р. Менжинского

## Октябрь

### 3 октября
- О награждении тов. Л. И. Коварской[61]

- Награждена:

- Коварская, Лидия Исааковна — мастер трикотажного цеха школы фабрично-заводского ученичества им. Кутузова профессионально-технического учебного комбината треста «Мострикотаж»

## Декабрь

### 7 декабря
- О награждении работников Научно-исследовательским института гражданского воздушного флота[65]

- «За успехи, достигнутые в области гражданского самолетостроения, выразившиеся в постройке самолёта целиком из нержавеющей стали с применением электросварки и обеспечивающие значительное упрощение производства самолётов и замену дорогостоящего дюралюминия сталью» награждены:

1. Львов, Пётр Николаевич — инженер, «за разработку вопроса применения нержавеющей стали и электросварки в самолётостроении»
2. Путилов, Александр Иванович — инженер, «за разработку конструкции самолёта, сделанного целиком из нержавеющей стали на электросварке»
3. Андреев, Дмитрий Михайлович — рабочий, бригадир-сварщик, «за умелое применение на практике электросварки в стальном самолётостроении»